# Вийти живим
Вийти живим (англ. Coming Out Alive) — канадський бойовик 1980 року.

## Сюжет
Жінка наймає найманого вбивцю, щоб врятувати сина, якого викрав колишній чоловік.

## У ролях
| Актор           | Роль          |
| --------------- | ------------- |
| Гелен Шейвер    | Ізобель       |
| Скотт Гайлендс  | Джоко         |
| Майкл Айронсайд | Гетавей       |
| Крістофер Крабб | Нікі          |
| Даг МакГрат     | Кірквуд       |
| Енн Дітчберн    | Джейн         |
| Моніка Паркер   | місіс Темблін |
| Вінстон Рекерт  | таксист       |

| Актор          | Роль    |
| -------------- | ------- |
| Амелія Голл    | Сільвія |
| Джон Раттер    | Кеннеді |
| Патрік Брімер  | Снайдер |
| Реймонд Белісл | Марсель |
| Джон Бейлісс   | Фред    |
| Патрік Сінклер | Марвін  |
| Барбара Гордон | Гелен   |
| Кен Андерсон   | Елвуд   |